# Houbovci

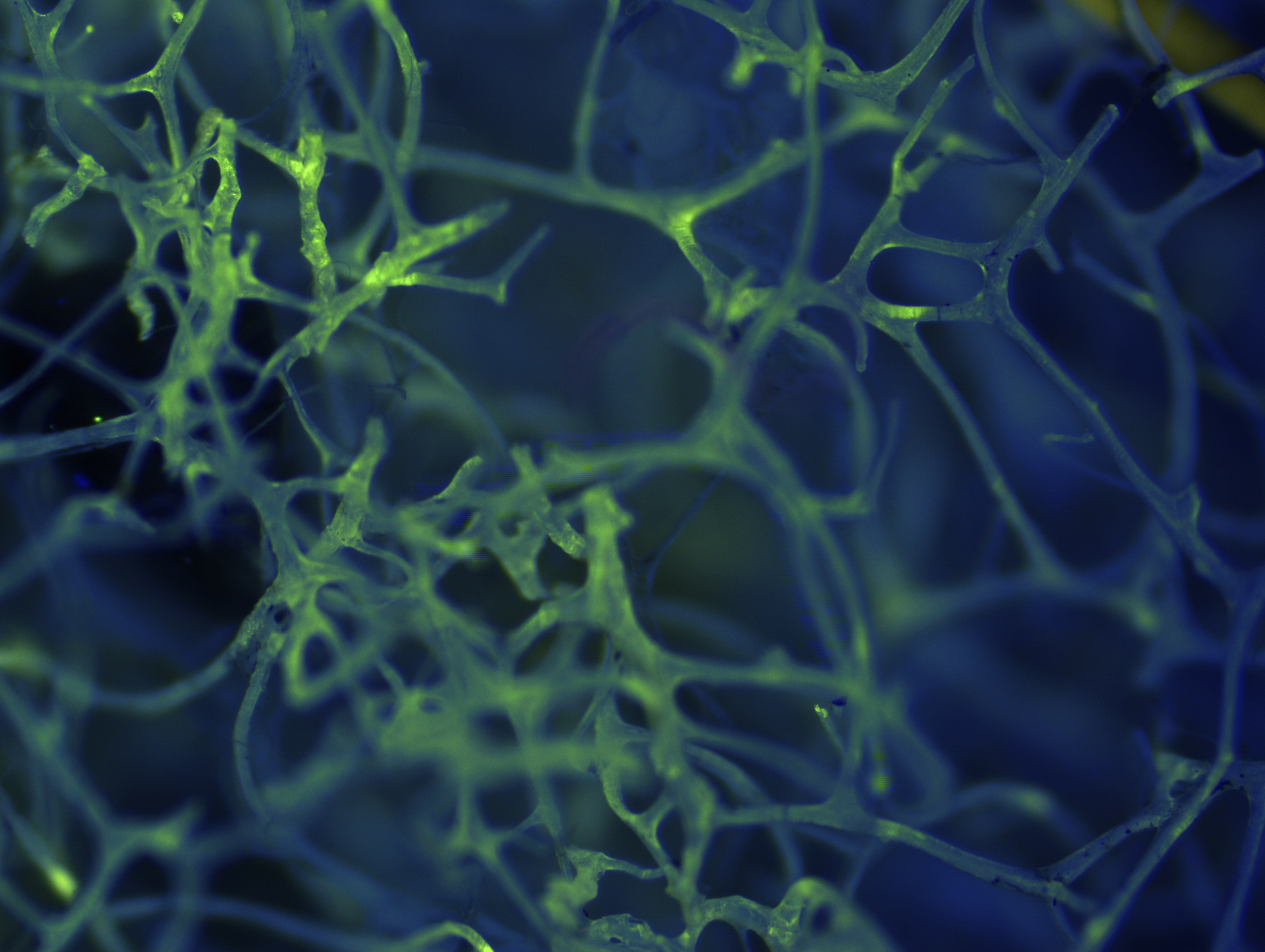
Porifera pod fluorescenčním mikroskopem

Houbovci (Porifera, z lat. porus = otvor, řec. forein = nosit) či také houby (neplést s říší Fungi) nebo živočišné houby jsou jednodušší, většinou mořští živočichové s vakovitým tělem. Výjimečně mohou dosahovat průměru až 2,5 metru (druh Xestospongia muta). Bývají většinou asymetrické, jen místy s náznaky paprsčité symetrie. Žijí přisedle, jen larvy jsou plovoucí. Buňky nevytvářejí pravé tkáně, metabolizují a dýchají samy za sebe, mnohé mohou měnit funkci podle změny umístění. Živí se filtrováním drobných organismů z vody. Jsou to hermafrodité nebo gonochoristi. Množí se i nepohlavně pučením, tvořením gemulí i po odlomení části, neboť mají ohromnou schopnost regenerace.

## Stavba těla
Vnější vrstva buněk se nazývá ektoderm (pinakoderm) a je tvořena převážně plochými buňkami pinakocyty. Vnitřní vrstva je tvořena tzv. gastrodermem, který je z velké části tvořen límečkovitými buňkami (choanocyty – velmi se podobají choanoflagelátům). Vnější a vnitřní vrstvu buněk spojuje mezoglea, což je rosolovitá mezibuněčná hmota, ve které se vyskytují i některé buňky (skleroblasty, spongoblasty, amoebocyty). V této vrstvě se nachází i kostra ze skleritů (jehlice) různých tvarů, pospojovaných pružným sponginem; jehlice SiO2, CaCO3 (produkovaný skleroblasty) a spongin (produkovaný spongoblasty).
Houby nemají ani náznak nervové soustavy, přesto reagují na podráždění nebo na změny prostředí otevíráním či uzavíráním vstupů vodních kanálků.

### Typy buněk

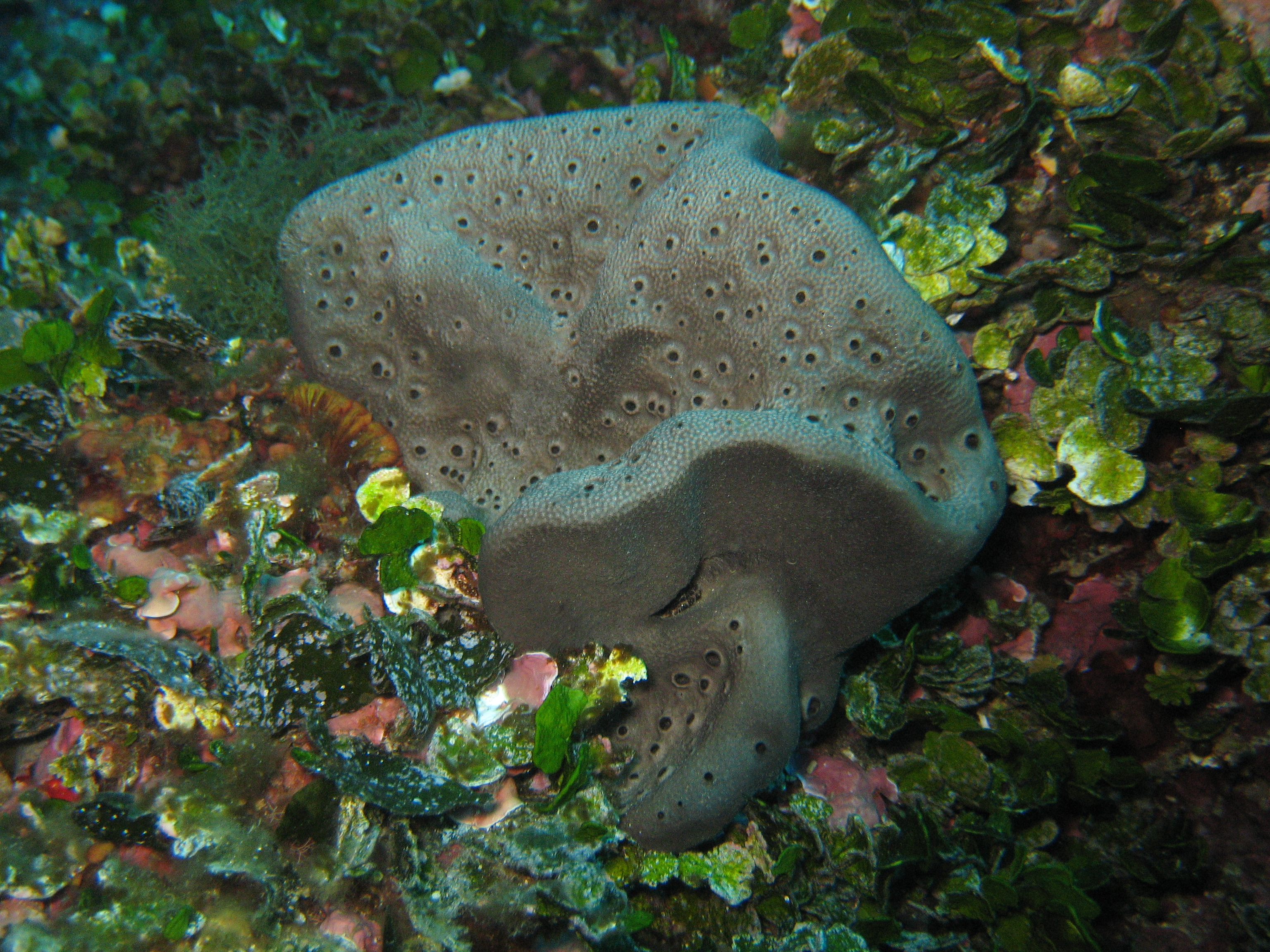
Spongia lamella

- pinakocyty: krycí buňky; pokryv těla, výstelka kanálků
- choanocyty: límečkovité buňky s bičíkem, které v podstatě vytvářejí vnitřní epitel. Dochází v nich k fagocytóze potravy.
- amebocyty: roznos potravy a vynášení metabolitů
- skleroblasty: tvorba jehlic z (SiO2, CaCO3) jinak nazývaných spikuly
- spongoblasty: produkce sponginu (rohovitá pružná hmota)
- archeocyty: jsou kulovitého tvaru; nejsou rozlišené a vznikne z nich, co je právě třeba; tvoří pohlavní buňky při pohlavním rozmnožování
- pohlavní buňky: vznikají z archeocytů i z jiných typů buněk včetně choanocytů; nejsou vytvořeny pravé gonády
- porocyty: vřetenovitě protáhlé buňky s funkcí svalových buněk

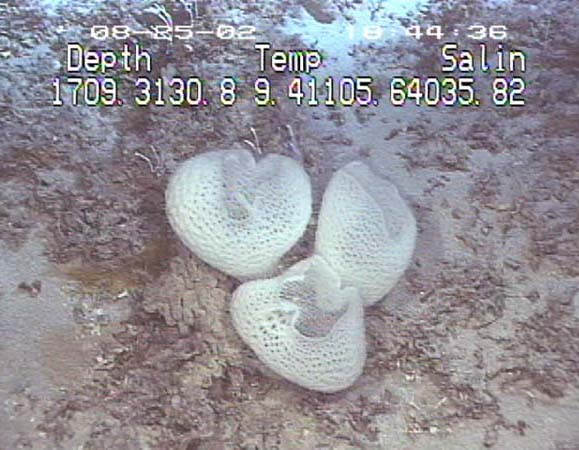
Porifera ze třídy Hexactinellida

### Tělní typy

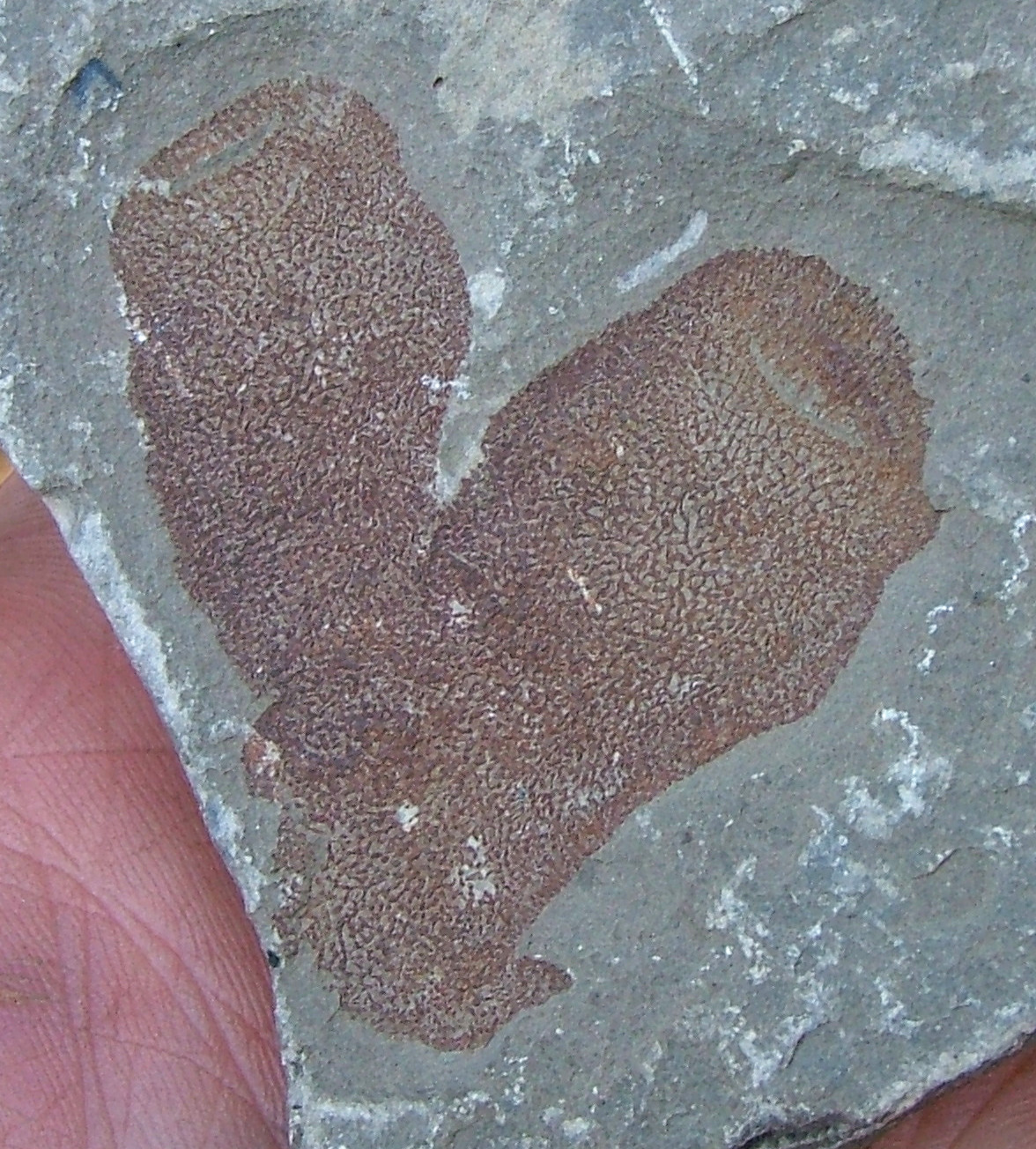
Fosilní Porifera hazelia

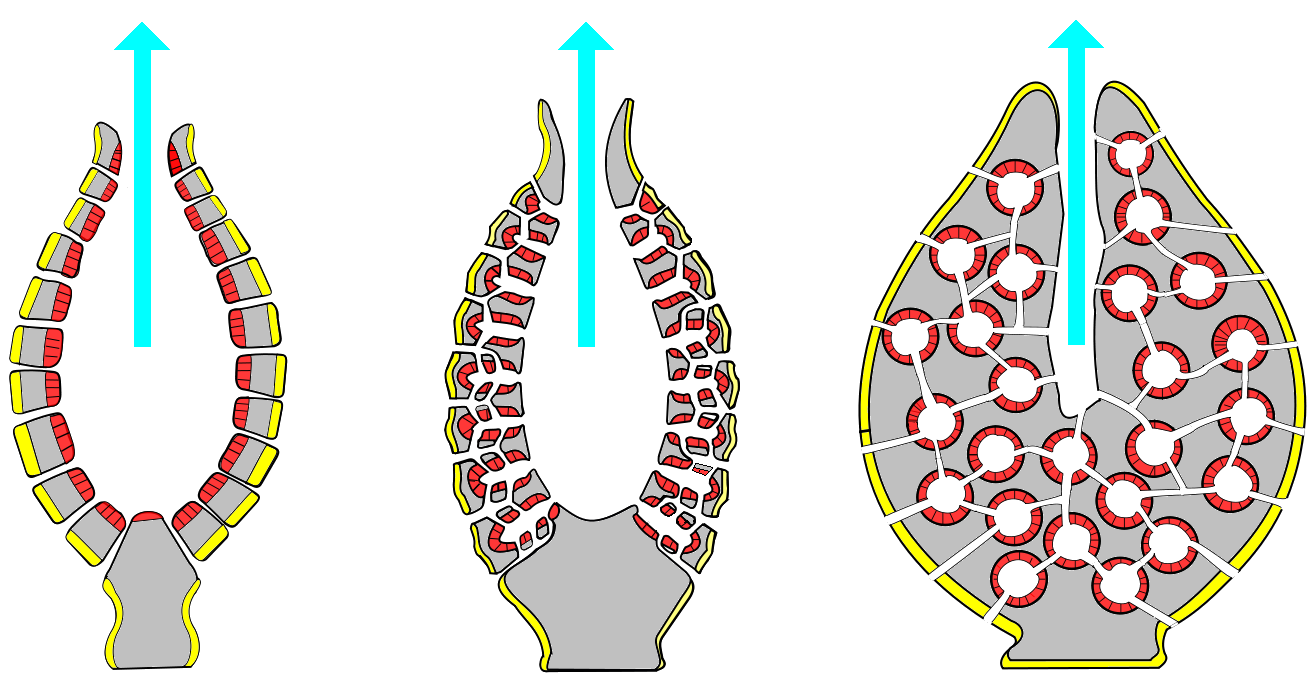
Tělní typy houbovců; zleva: askon, sycon, leucon. Červeně zvýrazněné choanocyty, šedě mezoglea, žlutě pinakocyty.

- ascon: nejjednodušší typ; kanálky, kterými nasává vodu, jsou v podstatě rovné a choanocyty jen ve spongocoelu (centrální dutina).
- sycon: choanocyty jsou soustředěny v přívodních kanálcích, které bývají částečně rozšířeny do komůrek.
- leucon: mohutně zesílená stěna (velké zvětšení objemu) protkána sítí kanálků (tzv. alveoly) spojujících mezi sebou komůrky vystlané choanocyty; V 1 mm³ je vytvořeno až 10 000 komůrek, v každé asi 50 choanocytů; v evoluci jsou nejdále především tím, že dokázaly zvětšit trávicí plochu vchlípením a vytvořením komůrek.

### Výživa
Houby se živí filtrováním drobných organismů z vody. Pohyb vody tělem je způsoben vířením bičíků choanocytů, které vystýlají buď centrální dutinu (spongocoel), nebo kanálky a komůrky (22 cm velká houba Leucandra prožene tělem 22,5 l vody denně). Potravní částice jsou vychytávány choanocyty, potrava může být částečně rozrušena již v centrální dutině, pak je dále zpracovávána a roznášena amoebocyty. Nestrávené zbytky a produkty metabolismu odcházejí spolu s vodou osculem (otvor na vrcholu houby) zpět do vody.

## Rozmnožování
Houbovci se množí pohlavně i nepohlavně.

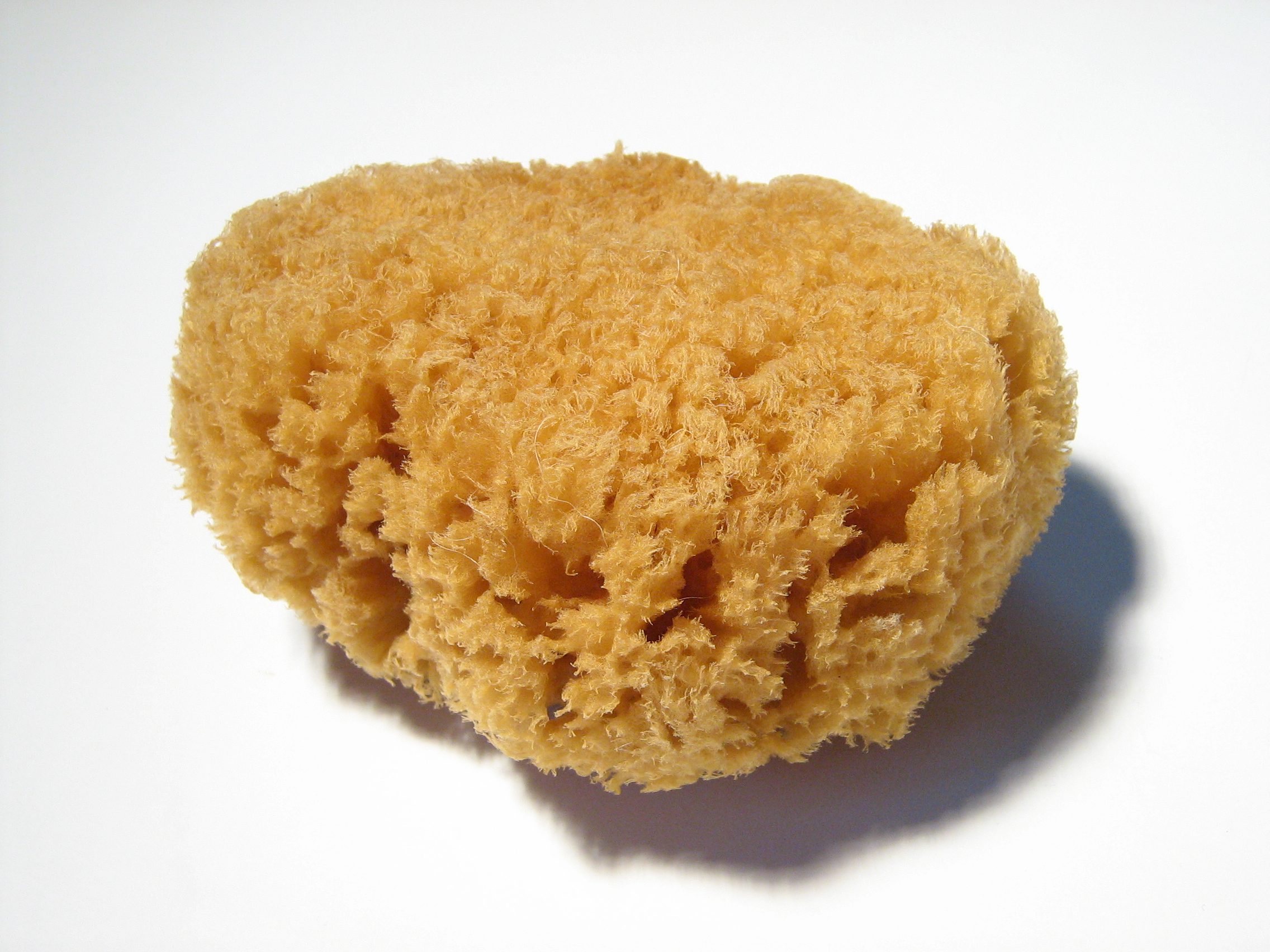
Spongia officinalis (houba mycí)

Nepohlavně se houby množí pučením nového jedince z těla původního. Pučení může být vnější – pak vzniká přímo nový jedinec –, nebo vnitřní, pak vzniká tzv. gemule. Gemule je malý kulovitý útvar, který je krytý obalem ze sponginu a jehliček (stejné jako vnitřní kostra houbovců), a uvnitř je větší množství archeocytů. Gemule tvoří převážně sladkovodní houby, které takto zajišťují přežití nepříznivého období (zimy), po jehož skončení vyroste nový jedinec (z každé buňky jeden). Gemule snesou vymrznutí i vyschnutí a mohou být přenášeny např. na peří ptáků na nová stanoviště.
Co se týče pohlavních typů rozmnožování, houby jsou mnohdy hermafrodité nebo vzácně i gonochoristé a v průběhu života tyto stavy mohou měnit. Jsou však i druhy, které mají určené pohlaví a měnit ho nemohou.
Spermie vznikají většinou z choanocytů, zatímco vajíčka spíše z archeocytů, v podstatě ale mohou vznikat pohlavní buňky z jakékoliv buňky. Spermatocyty se do těla druhého jedince dostávají stejnou cestou jako potrava. Plovoucím (pohyblivým) stadiem je larva, a to buď obrvená coeloblastula a amfiblastula, které se vyvíjí už mimo tělo dospělce, nebo parenchymula, která se částečně vyvíjí ještě před opuštěním mateřského těla. Vývoj se dokončí až po přisednutí larvy k podkladu.

## Rozšíření

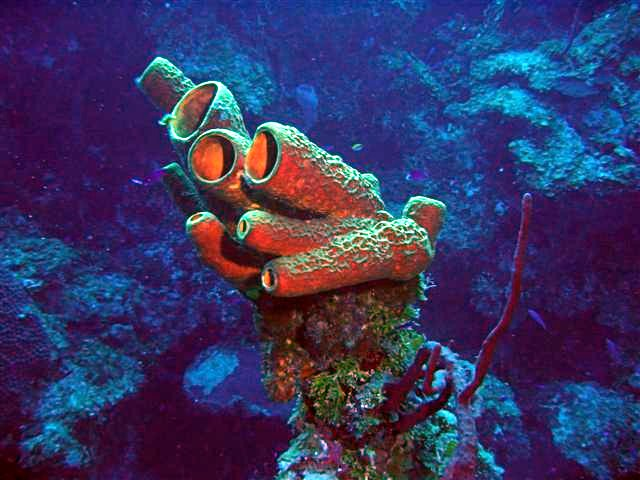
Porifera

Jedná se výhradně o vodní živočichy, z nichž většina je mořská. V moři se vyskytují od hloubek 1000 m až k přílivové čáře po celém světě. Sladkovodní druhy jsou pouze ve skupině Desmospongiae. V ČR se vyskytuje asi 6 druhů, které jsou ohrožené znečištěním vod.

## Systém
Systematika recentních houbovců není jednoznačná. Převládá řazení do několika tříd, ke třem „klasickým“ – vápenatí (Calcarea), křemití (Hexactinellida) a rohovití (Demospongiae) – v poslední době přibyla vyčleněním z rohovitých čtvrtá, plakiny (Homoscleromorpha). Pro vymřelé skupiny houbovců se zavádějí další třídy (Heteractinida, Archaeocyatha).
Dlouho nevyjasněné bylo i fylogenetické postavení houbovců. Původní představy vycházející z morfologie a podobnosti choanocytů s buňkami trubének kladly houbovce jako bazální skupinu živočichů, sesterskou ke všem ostatním. Molekulární analýzy pak naznačovaly, že se pravděpodobně jedná o taxon parafyletický, možná polyfyletický). Novější analýzy změnily představy o bazálním postavení – první odštěpující se linií živočichů se dnes jeví žebernatky. Houbovci pak tvoří sesterskou skupinu ke zbytku živočichů (vločkovci, žahavci a bilateria). V takovém případě již vycházejí houbovci z analýz jako monofyletická skupina, tvořená dvěma větvemi. Jednou větví jsou křemití + rohovití, druhou vápenatí + plakiny.
Níže uvedený systém recentních houbovců je z r. 2011, české názvy taxonů dle BioLibu:
Kmen PORIFERA Grant, 1826
- Třída Homoscleromorpha Dendy, 1905 – plakiny
  - Řád Homosclerophorida Dendy, 1905
    - Čeleď Plakinidae Schulze, 1880
    - Čeleď Oscarellidae Lendenfeld, 1887
- Třída Demospongiae Sollas, 1885 – rohovití (pravděpodobně parafyletická)
  - Řád Spirophorida Bergquist & Hogg, 1969
    - Čeleď Tetillidae Sollas, 1886
    - Čeleď Samidae Sollas, 1886
    - Čeleď Spirasigmidae Hallmann, 1912

  - Řád Astrophorida Sollas, 1888
    - Čeleď Ancorinidae Schmidt, 1870
    - Čeleď Calthropellidae Lendenfeld, 1906
    - Čeleď Geodiidae Gray, 1867
    - Čeleď Pachastrellidae Carter, 1875
    - Čeleď Thoosidae Cockerell, 1925
    - Čeleď Thrombidae Sollas, 1888

  - Řád Hadromerida Topsent, 1928
    - Čeleď Acanthochaetetidae Fischer, 1970
    - Čeleď Clionaidae d’Orbigny, 1851
    - Čeleď Hemiasterellidae Lendenfeld, 1889
    - Čeleď Placospongiidae Gray, 1867
    - Čeleď Polymastiidae Gray, 1867
    - Čeleď Spirastrellidae Ridley & Dendy, 1886
    - Čeleď Stylocordylidae Topsent, 1928
    - Čeleď Suberitidae Schmidt, 1870
    - Čeleď Tethyidae Gray, 1867
    - Čeleď Timeidae Topsent, 1928
    - Čeleď Trachycladidae Hallmann, 1917

  - Řád Chondrosida Boury-Esnault & Lopès, 1985
    - Čeleď Chondrillidae Schmidt, 1862
    - Čeleď Halisarcidae Vosmaer, 1885

  - Řád ‘Lithistida’ (polyfyletický)
    - Čeleď Azoricidae Sollas, 1888
    - Čeleď Corallistidae Sollas, 1888
    - Čeleď Desmanthidae Topsent, 1893
    - Čeleď Isoraphinidae Schrammen, 1924
    - Čeleď Macandrewiidae Schrammen, 1924
    - Čeleď Neopeltidae Sollas, 1888
    - Čeleď Phymaraphiniidae Schrammen, 1924
    - Čeleď Phymatellidae Schrammen, 1924
    - Čeleď Pleromidae Sollas, 1888
    - Čeleď Scleritodermidae Sollas, 1888
    - Čeleď Siphonidiidae Lendenfeld, 1903
    - Čeleď Theonellidae Lendenfeld, 1903
    - Čeleď Vetulinidae Lendenfeld, 1903

  - Řád Poecilosclerida Topsent, 1928
    - Podřád Microcionina Hajdu, Van Soest & Hooper, 1994
      - Čeleď Acarnidae Dendy, 1922
      - Čeleď Microcionidae Carter, 1875
      - Čeleď Raspailiidae Hentschel, 1923
      - Čeleď Rhabderemiidae Topsent, 1928

    - Podřád Myxillina Hajdu, Van Soest & Hooper, 1994
      - Čeleď Chondropsidae Carter, 1886
      - Čeleď Coelosphaeridae Hentschel, 1923
      - Čeleď Crambeidae Lévi, 1963
      - Čeleď Crellidae Hentschel, 1923
      - Čeleď Dendoricellidae Hentchel, 1923
      - Čeleď Desmacididae Schmidt, 1873
      - Čeleď Hymedesmiidae Topsent, 1928
      - Čeleď Iotrochotidae Dendy, 1922
      - Čeleď Myxillidae Topsent, 1928
      - Čeleď Phellodermidae Van Soest & Hajdu, 2002
      - Čeleď Tedaniidae Ridley & Dendy, 1886

    - Podřád Mycalina Hajdu, Van Soest & Hooper, 1994
      - Čeleď Cladorhizidae de Laubenfels, 1936
      - Čeleď Desmacellidae Ridley & Dendy, 1886
      - Čeleď Esperiopsidae Hentschel, 1923
      - Čeleď Guitarridae Burton, 1929
      - Čeleď Hamacanthidae Gray, 1872
      - Čeleď Isodictyidae Dendy, 1924
      - Čeleď Merliidae Kirkpatrick, 1908
      - Čeleď Mycalidae Lundbeck, 1905
      - Čeleď Podospongiidae de Laubenfels, 1936

    - Podřád Latrunculina Kelly & Samaai, 2002
      - Čeleď Latrunculiidae Topsent, 1922

  - Řád Halichondrida Gray, 1867
    - Čeleď Axinellidae Carter, 1875
    - Čeleď Bubaridae Hentschel, 1914
    - Čeleď Dictyonellidae Van Soest, Diaz & Pomponi, 1990
    - Čeleď Halichondriidae Vosmaer, 1887
    - Čeleď Heteroxyidae Dendy, 1905

  - Řád Agelasida Hartman, 1980
    - Čeleď Agelasidae Lister, 1900
    - Čeleď Astroscleridae Verril, 1907

  - Řád Haplosclerida Topsent, 1928
    - Podřád Haplosclerina Topsent, 1928
      - Čeleď Callyspongiidae de Laubenfels, 1936
      - Čeleď Chalinidae Gray, 1867
      - Čeleď Niphatidae Van Soest, 1980

    - Podřád Petrosina Boury-Esnault & Van Beveren, 1982
      - Čeleď Phloeodictyidae Carter, 1882
      - Čeleď Petrosiidae Van Soest 1980
      - Čeleď Calcifibrospongiidae Hartman, 1979

    - Podřád Spongillina Manconi & Pronzato, 2002
      - Čeleď Lubomirskiidae Rezvoi, 1936
      - Čeleď Malawispongiidae Manconi & Pronzato, 2002
      - Čeleď Metaniidae Volkmer-Ribeiro, 1986
      - Čeleď Metschnikowiidae Czerniawsky, 1880
      - Čeleď Potamolepidae Brien, 1967
      - Čeleď Spongillidae Gray, 1867

  - Řád Dictyoceratida Minchin, 1900
    - Čeleď Ircinidae Gray, 1867
    - Čeleď Thorectidae Bergquist, 1978
    - Čeleď Spongiidae Gray, 1867
    - Čeleď Dysideidae Gray, 1867
    - Čeleď Verticillitidae Steinmann, 1882

  - Řád Dendroceratida Minchin, 1900
    - Čeleď Darwinellidae Merejkowsky, 1879
    - Čeleď Dictyodendrillidae Bergquist, 1980

  - Řád Verongida Bergquist, 1978
    - Čeleď Aplysinellidae Bergquist, 1980
    - Čeleď Aplysinidae Carter, 1875
    - Čeleď Ianthellidae Hyatt, 1875
    - Čeleď Pseudoceratinidae Carter, 1885
- Třída Calcarea Bowerbank, 1864 – vápenatí
  - Podtřída Calcinea Bidder, 1898
    - Řád Clathrinida Hartman, 1958
      - Čeleď Clathrinidae Minchin, 1900
      - Čeleď Leucaltidae Dendy & Row, 1913
      - Čeleď Leucascidae Dendy, 1893
      - Čeleď Leucettidae e Laubenfels, 1936
      - Čeleď Soleneiscidae Borojevic, Boury-Esnault & Vacelet, 1990
      - Čeleď Levinellidae Borojevic & Boury-Esnault, 1986

    - Řád Murrayonida Vacelet, 1981
      - Čeleď Lelapiellidae Borojevic, Boury-Esnault & Vacelet, 1990
      - Čeleď Murrayonidae Dendy & Row, 1913
      - Čeleď Paramurrayonidae Vacelet, 1967

  - Podtřída Calcaronea Bidder, 1898
    - Řád Leucosolenida Hartman, 1958
      - Čeleď Leucosoleniidae Minchin, 1898
      - Čeleď Amphoriscidae Dendy, 1892 - houbatkovití
      - Čeleď Grantiidae Dendy, 1892
      - Čeleď Heteropiidae Dendy, 1893
      - Čeleď Lelapiidae Dendy & Row, 1913
      - Čeleď Sycettidae Dendy, 1892
      - Čeleď Jenkinidae Borojevic, Boury-Esnault & Vacelet, 2000
      - Čeleď Achramorphidae Borojevic, Boury-Esnault, Manuel & Vacelet, 2002
      - Čeleď Sycanthidae Lendenfeld, 1891

    - Řád Lithonida Vacelet, 1981
      - Čeleď Minchinellidae Dendy & Row, 1913
      - Čeleď Petrobionidae Borojevic, 1979

    - Řád Baerida Borojevic, Boury-Esnault & Vacelet, 2000
      - Čeleď Baeriidae Borojevic, Boury-Esnault & Vacelet, 2000
      - Čeleď Trichogypsiidae Borojevic, Boury-Esnault & Vacelet, 2000
      - Čeleď Lepidoleuconidae Vacelet, 1967
- Třída Hexactinellida Schmidt, 1870 – křemití
  - Podtřída Amphidiscophora Schulze, 1886
    - Řád Amphidiscosida Schrammen, 1924
      - Čeleď Hyalonematidae Gray, 1857
      - Čeleď Monorhaphididae Ijima, 1927
      - Čeleď Pheronematidae Gray, 1870

  - Podtřída Hexasterophora Schulze, 1886
    - Řád Hexactinosida Schrammen, 1903
      - Čeleď Aphrocallistidae Gray, 1867 – křemitkovití
      - Čeleď Auloplacidae Schrammen, 1912
      - Čeleď Craticulariidae Rauff, 1893
      - Čeleď Cribrospongiidae Roemer, 1864
      - Čeleď Dactylocalycidae Gray, 1867
      - Čeleď Euretidae Zittel, 1877
      - Čeleď Farreidae Gray, 1872
      - Čeleď Tretodictyidae Schulze, 1886

    - Řád Aulocalycoida Tabachnick & Reiswig, 2000
      - Čeleď Aulocalycidae Ijima, 1927
      - Čeleď Uncinateridae Reiswig, 2002

    - Řád Fieldingida Tabachnick & Janussen, 2004
      - Čeleď Fieldingiidae Tabachnick & Janussen, 2004

    - Řád Lychniscosida Schrammen, 1903
      - Čeleď Aulocystidae Schulze, 1886
      - Čeleď Diapleuridae Ijima, 1927

    - Řád Lyssacinosida Zittel, 1877
      - Čeleď Euplectellidae Gray, 1867
      - Čeleď Leucopsacidae Ijima, 1903
      - Čeleď Rossellidae Gray, 1872

## Další zajímavosti
- Houby vytvářejí množství toxinů, které jsou schopny při ohrožení vypouštět do prostředí (jsou zkoumány za účelem hledání nových léčiv).
- Houby mívají symbiotické bakterie či sinice, které jsou někdy zodpovědné za zbarvení hub.
- U fosilních druhů často splývaly jehlice v silné desky.
- Český termín houbovci byl v odborných kruzích zaveden relativně nedávno pro odlišení skupin Porifera a Fungi.
- Jedná se pravděpodobně o tvory z příbuzenstva společného předka všech živočichů.[7]